# Николаевская церковь (Кружилинский)
Николаевская церковь (церковь Святого Николая, Никольская церковь) — бывший православный храм в хуторе Кружилин Области Войска Донского, ныне хутор Кружилинский Ростовской области.

## История
Жители хутора Кружилин до постройки собственной церкви были приписаны к Троицкой церкви станицы Вёшенской.
3 мая 1881 года доверенные от хуторов Кружилина, Каргин-Кружилина, Максаева и посёлка Ясеновка обратились к архиепископу Донскому и Новочеркасскому с прошением о постройке в хуторе Каргин-Кружилине нового храма. Получив добро, Николаевская церковь на средства прихожан начала сооружаться в 1882 году. В 1885 году она была построена и освящена. Пока храм строился на хуторе действовал молитвенный дом. Первым священником с 1882 года был Икорский Прокофий Иванович.
Храм был построен деревянный, на каменном фундаменте, с двенадцатью колоколами (4 из которых были по 12 пудов), с деревянной оградой. Престол был один — во имя Святителя и Чудотворца Николая. Церковь с караулкой располагалась в центре хутора на площади, рядом — магазины, лавки купцов, а также подворья богатых казаков. В 1904 году была открыта церковно-приходская школа. В 1904 году была открыта церковно-приходская школа.
В советское время церковь была закрыта, её здание разобрано.